# In the Closet
In the Closet – trzeci singel Michaela Jacksona z albumu Dangerous nagrany w duecie z księżniczką Stefanią z Monako. W teledysku do utworu wystąpiła modelka Naomi Campbell. Singel dotarł do 6 miejsca na liście Billboard Hot 100.
Piosenka początkowo miała być nagrana w duecie z Madonną, jednak nie doszło do współpracy pomiędzy piosenkarzami.

## Lista Utworów

### Wydanie Oryginalne

#### UK single
1. "In the Closet" (7" edit) – 4:49
2. "In the Closet" (Club Mix) – 7:53
3. "In the Closet" (The Underground Mix) – 5:32
4. "In the Closet" (Touch Me Dub) – 7:53
5. "In the Closet" (KI's 12") – 6:55
6. "In the Closet" (The Promise) – 7:18

#### U.S. single
1. "In the Closet" (Club Edit) – 4:07
2. "In the Closet" (The Underground Mix) – 5:34
3. "In the Closet" (The Promise) – 7:20
4. "In the Closet" (The Vow) – 4:49
5. "Remember the Time" (New Jack Jazz [21]) – 5:06

### Visionarysingle
CD side
1. "In the Closet" (7" edit)
2. "In the Closet" (Club Mix)

DVD side
1. "In the Closet" (Music video)

## Oficjalne Wersje
- Album version – 6:31
- 7" edit – 4:47
- Radio edit – 4:29
- Video Mix – 6:05

### Tommy Musto mixes
- The Underground Mix - 5:39
- The Underground Dub

### Frankie Knuckles mixes
- The Mission - 9:27
- The Mission Radio Edit - 4:28
- The Mix of Life - 7:41
- The Vow - 4:53
- The Promise - 7:26
- The Reprise - 2:44

### inne mixy
- Club Mix – 8:05
- Club Edit
- Touch Me Dub
- KI's 12" - 7:16
- Freestyle Mix - 6:34
- The Newark Mix - 7:07